# Leena Al-Hadid
Leena Al-Hadid (en arabe : لينا الحديد), née le 30 janvier 1971, est une diplomate jordanienne. Elle a été représentante permanente de la Jordanie auprès de l'Organisation pour la sécurité et la coopération en Europe et des Nations unies à Vienne. En 2018-2019, elle est élue présidente du conseil des gouverneurs de l'Agence internationale de l'énergie atomique. Elle a aussi été ambassadrice extraordinaire et plénipotentiaire en Autriche, en République tchèque, en Slovaquie, en Hongrie, en Slovénie, et l'est depuis 2023 en France.

## Carrière
Leena Al-Hadid étudie le droit à l'université de Jordanie et commence sa carrière diplomatique en 1995 lorsqu'elle rejoint le ministère des Affaires étrangères jordanien (en) en tant que responsable politique au cabinet du ministre jordanien des Affaires étrangères. Elle est ensuite transférée en tant qu'attachée diplomatique auprès des Nations unies et représentante permanente suppléante auprès de l'ONU à Vienne de 1996 à 2000. Elle travaille ensuite comme responsable politique à la mission jordanienne auprès de l'Union européenne à Bruxelles de 2002 à 2004. De 2004 à 2006, elle est responsable diplomatique des droits de l'homme à la mission jordanienne auprès des Nations unies à Genève. En 2009, elle devient consul général adjoint à Dubaï, fonction qu'elle occupe jusqu'en 2014. De 2014 à 2018, elle travaille comme directrice du département des relations internationales et des organisations du ministère jordanien des Affaires étrangères, ainsi que directrice adjointe du département des droits de l'homme et de la sécurité humanitaire, qui traite de la crise des réfugiés syriens,.
En juillet 2018, elle devient ambassadrice de Jordanie en Slovaquie. Elle est nommée représentante permanente de la Jordanie auprès des Nations unies à Vienne le 11 septembre 2018. Le même mois, elle est nommée ambassadrice de Jordanie en Autriche.
Le 24 septembre 2018, elle est élue par acclamation pour un mandat d'un an en tant que présidente du conseil des gouverneurs de l'AIEA. Son mandat à la présidence de l'AIEA est marqué par le décès du directeur général Yukiya Amano, la fixation du budget 2020 de l'AIEA et les discussions sensibles concernant le programme nucléaire iranien. Le 23 septembre 2019, elle est remplacée à la présidence de l'AIEA par l'ambassadrice de Suède auprès de l'agence, Mikaela Kumlin Granit (en).
Leena Al-Hadid est ensuite ambassadrice et représentante permanent de Jordanie auprès de l'Organisation pour la sécurité et la coopération en Europe (OSCE), et est représentant permanent de la Jordanie auprès des Nations unies à Vienne.
En 2023, elle est nommée ambassadrice de Jordanie en France. En 2024, elle est aussi nommé ambassadrice de Jordanie près le Saint-Siège.
Elle parle couramment l'arabe et l'anglais.